# Jerusalem (Nouvelle-Zélande)
Pour les articles homonymes, voir Jerusalem (homonymie).
Jerusalem, qui est dénommé ainsi pour la Jérusalem de la Bible (ou Hiruhāramaen langage Māori, est une localité de l’Île du Nord de la Nouvelle-Zélande.

## Situation
La ville de Jerusalem est un village situé à 66 km, en remontant le fleuve Wanganui à partir de la ville de Whanganui, dans la partie médiane du sud de l’Île du Nord de la Nouvelle-Zélande.

## Histoire
Initialement appelé Patiarero, le village de Jerusalem était, dans les années 1840, l’un des plus importants villages situés sur le trajet du fleuve Wanganui, avec plusieurs centaines de résidents, et en particulier des  Ngāti Hau (en), provenant de l’iwi des Te Āti Haunui-a-Pāpārangi (en).
Contrairement à d’autres villages situés le long du fleuve Whanganui, dont les noms avait été traduits par le Révérend Richard Taylor en 1850, Jerusalem est dénommée en utilisant la version anglaise de son nom (sans e à la fin).
La ville a grossi à partir de la fusion de plusieurs villages, comprenant Roma (Rome) et Peterehama (Bethlehem), qui sont fondés sur les restes de la congrégation de Taylor, après la conversion de la majorité de ses membres au Catholicisme, quand une mission de l’Église catholique romaine fut construite là en 1854.

## La congrégation de Jerusalem
Jerusalem était un site plutôt isolé, où en 1892, quand Suzanne Aubert (mieux connue comme Mère Mary Joseph), y établit la congrégation des filles de Notre-Dame de la Compassion. La congrégation devint un ordre religieux et charitable très respecté,.

## Maison des enfants trouvés de Jerusalem

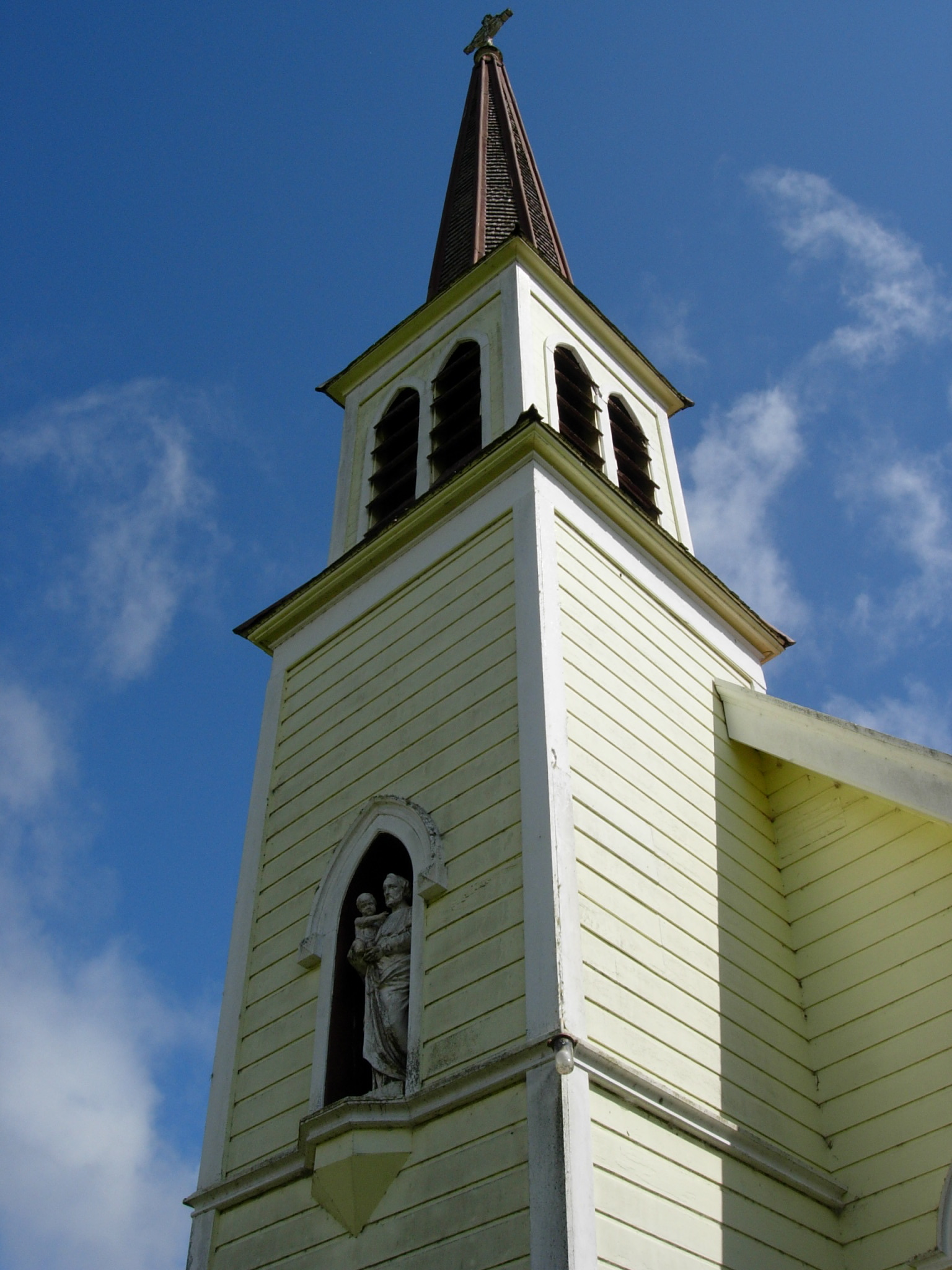
L’église St Joseph à Jérusalem

À partir de 1891, le village de Jerusalem accueillit quelques enfants abandonnés venant de tout autour de la Nouvelle-Zélande, la majorité d’entre eux étant issus de parents non mariés ou veufs et parfois envoyés de façon anonyme au convent.
En 1896, la Fondation nommée Jerusalem Foundling Home fut formellement constituée.
Les enfants en âge scolaire allaient à l’école du village tenue par les Sœurs de la Compassion, qui s’occupaient aussi des enfants du marae local. Incapable d’accéder à la classification comme école Industrial school (en) (qui aurait permis au ‘Home’ de recevoir des fonds du Gouvernement pour les enfants orphelins, de 1891 à 1895; les enfants étaient placés dans l’effectif de l’école Industrielle de Nelson et de Upper Hutt, mais restaient vivre au convent.
À partir de 1885, le village de Jérusalem commença à accueillir des nouveau-nés. Ceci correspondait à la période où s’est développée la publicité étendue et la condamnation du principe du baby farming (en), en particulier dans le cas de Minnie. Suzanne Aubert comme leader de la Fondation de Jerusalem Foundling Home, malgré la loi et contre l’opinion populaire de cette époque, croyait fermement que l’anonymisation des parents était essentielle pour assurer la sécurité tant d’eux-mêmes que des enfants. Le registre des enfants pris en charge au niveau du Home, ne devait donc pas faire état des noms des parents, Bien qu'Aubert elle-même tienne un registre privé avec les informations sur les parents, au cas où ceux-ci souhaiteraient plus tard reprendre contact avec leurs enfants. Toutefois, cela rendait à cette époque là, la Maison d’accueil inéligible pour les fonds d’État, du fait de l’ignorance de la loi, qui exigeait la tenue du registre de la liste des noms des parents et qui soumettait ces organismes au contrôle du gouvernement.
Par ailleurs, en 1898, une enquête fut mise en place après le décès de 7 enfants dans le Home, avec des médecins, qui à cette époque, conclurent que les morts étaient dues, soit à la grippe, soit au lait de vache mal stérilisé. Mais durant l’enquête, le Home fut l’objet de critiques concernant le secret envers l’inspection du Gouvernement.

## Devenir
Un couvent constitue les restes des biens de la mission, de même que l’église, qui a remplacé le bâtiment initial détruit par le feu en 1888, mais les sœurs de la Compassion le tiennent toujours.
Le poète néo-zélandais James K. Baxter et de nombreux autres adhérents, formèrent la communauté de Jerusalem en 1970}, qui fut dissoute en 1972 après la mort de Baxter, alors Baxter est enterré là.